# Perlă de mamă
Perlă de mamă (titlul original: în suedeză Pärlemor) este un film dramatic suedez, realizat în 1961 după romanul omonim a scriitorului Gösta Gustaf-Janson de regizorul Torgny Anderberg. 

## Conținut
Acțiunea filmului are loc în perioada de depresie a anilor 1930. Un industriaș prosper suferă o congestie cerebrală. Soția acestuia Signe, preia comanda atât a familiei cât și a afacerilor. Fiul ei cel mare Jan, care în glumă îi spunea că este o perlă de mamă, este de partea ei și o ajută cu tot ce poate. Dar în curând schimbă frontul, după ce se îndrăgostește de Aina, o tânără săracă, ocazie prin care își dă seama de caracterul adevărat al mamei sale...

## Distribuție
- Inga Tidblad – Signe Wæbel
- Thommy Berggren – Jan Wæbel
- Claes-Håkan Westergren – Klemens Wæbel
- Åke Fridell – Marcus Wæbel
- Mimmo Wåhlander – Aina, fiica lui Hilmer Perssons
- Edvin Adolphson – Gustaf Odenstam, căpitan ryttmästare
- Isa Quensel – Gertrude, soția acestuia
- Sigge Fürst – Ivan Hagerwall
- Gio Petré – Britta
- Lauritz Falk – dr. Schötter, medic de familie
- Erik Hell – Hilmer Persson
- Britta Brunius – soția lui Persson
- Gunnar Sjöberg – pastor
- Ingvar Kjellson – cămătar
- Olof Thunberg – Holm
- Sif Ruud – baroneasa Gyllenfalk
- Agda Helin – servitoarea lui Wæbel
- Brita Öberg – Elin